# Perthes (Ardenas)
 Perthes  es una población y comuna francesa, en la región de Champaña-Ardenas, departamento de Ardenas, en el distrito de Rethel y cantón de Juniville.

## Demografía
| 368 | 351 | 309 | 294 | 285 | 277 |
| Para los censos de 1962 a 1999 la población legal corresponde a la población sin duplicidades (Fuente: INSEE [Consultar]) |     |     |     |     |     |

## Personalidades ligadas a la comuna
- Jacques Boucher de Crèvecœur, geólogo y arqueólogo.